# Wettmannstätten
Wettmannstätten là một đô thị thuộc huyện Deutschlandsberg thuộc bang Steiermark, nước Áo. Đô thị Wettmannstätten có diện tích 17,97 km², dân số thời điểm cuối năm 2005 là 1496 người.